# Jean-Pierre Gaban

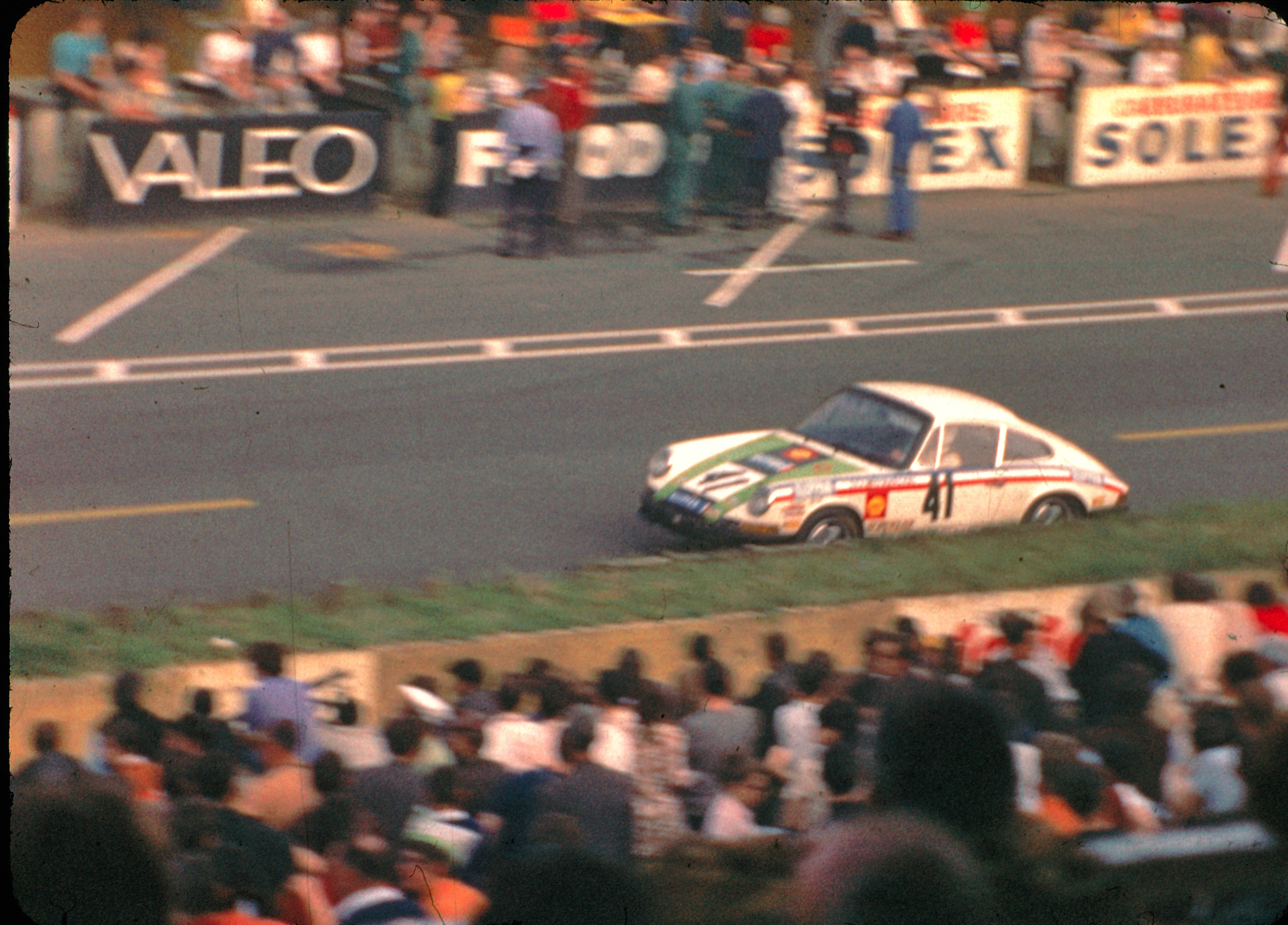
Der Porsche 911S von Jean-Pierre Gaban beim 24-Stunden-Rennen von Le Mans 1969

Jean-Pierre Gaban (* 30. August 1937 in Tournai) ist ein ehemaliger belgischer Autorennfahrer und Unternehmer.

## Karriere als Rennfahrer
Jean Pierre Gaban war ein vielseitiger Rennfahrer, der neben seinen Einsätzen bei Rundstreckenrennen auch bei Rallyes und Bergrennen am Start war. Gaban unterhielt eine Porsche-Werkstatt mit angeschlossenem Rennbetrieb und fuhr fast ausschließlich Fahrzeuge des deutschen Sportwagen-Herstellers. Seine größten Erfolge gelangen ihm in seinem Heimatland Belgien. 1966 gewann er die belgische Bergmeisterschaft und 1967 gemeinsam mit Noël van Assche das 24-Stunden-Rennen von Spa-Francorchamps.
Viermal startete er beim 24-Stunden-Rennen von Le Mans, wo er 1968 und 1969 jeweils auf einem Porsche 911 die Klasse der GT-Rennwagen gewann.

## Unternehmer
Nach dem Ende seiner Fahrerkarriere 1972 verlegte sich Jean-Pierre Gaban auf die Vorbereitung und den Einsatz von Porsche-Rallyewagen. Mit diesen Fahrzeugen gewannen Marc Duez (1982) und Patrick Snijers (1983 und 1984) drei belgische Rallyemeisterschaften in Folge. Darauf folgten zwei weitere Meisterschaftsgesamtsiege, die sein Sohn Pascal einfuhr.

## Statistik

### Le-Mans-Ergebnisse
| Jahr | Team              | Fahrzeug     | Teamkollege         | Platzierung             | Ausfallgrund    |
| ---- | ----------------- | ------------ | ------------------- | ----------------------- | --------------- |
| 1968 | Jean-Pierre Gaban | Porsche 911T | Roger Vanderschrick | Rang 12 und Klassensieg |                 |
| 1969 | Jean-Pierre Gaban | Porsche 911S | Yves Deprez         | Rang 10 und Klassensieg |                 |
| 1970 | Jean-Pierre Gaban | Porsche 911S | Willy Braillard     | Ausfall                 | Getriebeschaden |
| 1971 | Jean-Pierre Gaban | Porsche 911S | Willy Braillard     | Ausfall                 | Getriebeschaden |

### Einzelergebnisse in der Sportwagen-Weltmeisterschaft
| Saison | Team              | Rennwagen   | 1   | 2   | 3   | 4   | 5   | 6   | 7   | 8   | 9   | 10  | 11  | 12  | 13  | 14  | 15  | 16  | 17  | 18  | 19  | 20  | 21  | 22  |
| ------ | ----------------- | ----------- | --- | --- | --- | --- | --- | --- | --- | --- | --- | --- | --- | --- | --- | --- | --- | --- | --- | --- | --- | --- | --- | --- |
| 1963   | Jean-Pierre Gaban | Porsche 356 | DAY | SEB | SEB | TAR | SPA | MAI | NÜR | CON | ROS | LEM | MON | WIS | TAV | FRE | CCE | RTT | OVI | NÜR | MON | MON | TDF | BRI |
| 1963   | Jean-Pierre Gaban | Porsche 356 |     |     |     |     |     |     |     |     |     |     |     |     |     |     |     |     |     | DNF |     |     |     |     |
| 1964   | Jean-Pierre Gaban | Porsche 356 | DAY | SEB | TAR | MON | SPA | CON | NÜR | ROS | LEM | REI | FRE | CCE | RTT | SIM | NÜR | MON | TDF | BRI | BRI | PAR |     |     |
| 1964   | Jean-Pierre Gaban | Porsche 356 |     | DNF |     |     |     |     |     |     |     |     |     |     |     |     |     |     |     |     |     |     |     |     |
| 1967   | Jean-Pierre Gaban | Porsche 911 | DAY | SEB | MON | SPA | TAR | NÜR | LEM | HOK | MUG | BRH | CCE | ZEL | OVI | NÜR |     |     |     |     |     |     |     |     |
| 1967   | Jean-Pierre Gaban | Porsche 911 | 11  |     |     |     |     |     |     |     |     |     |     |     |     |     |     |     |     |     |     |     |     |     |
| 1968   | Jean-Pierre Gaban | Porsche 911 | DAY | SEB | BRH | MON | TAR | NÜR | SPA | WAT | ZEL | LEM |     |     |     |     |     |     |     |     |     |     |     |     |
| 1968   | Jean-Pierre Gaban | Porsche 911 |     |     |     |     |     |     | 12  |     |     |     |     |     |     |     |     |     |     |     |     |     |     |     |
| 1969   | Jean-Pierre Gaban | Porsche 911 | DAY | SEB | BRH | MON | TAR | SPA | NÜR | LEM | WAT | ZEL |     |     |     |     |     |     |     |     |     |     |     |     |
| 1969   | Jean-Pierre Gaban | Porsche 911 |     |     |     |     |     | 18  |     | 10  |     |     |     |     |     |     |     |     |     |     |     |     |     |     |
| 1970   | Jean-Pierre Gaban | Porsche 911 | DAY | SEB | BRH | MON | TAR | SPA | NÜR | LEM | WAT | ZEL |     |     |     |     |     |     |     |     |     |     |     |     |
| 1970   | Jean-Pierre Gaban | Porsche 911 |     |     |     |     |     | DNF |     | DNF |     |     |     |     |     |     |     |     |     |     |     |     |     |     |
| 1971   | Jean-Pierre Gaban | Porsche 911 | BUA | DAY | SEB | BRH | MON | SPA | TAR | NÜR | LEM | ZEL | WAT |     |     |     |     |     |     |     |     |     |     |     |
| 1971   | Jean-Pierre Gaban | Porsche 911 |     |     |     |     |     | 14  |     | DNF |     |     |     |     |     |     |     |     |     |     |     |     |     |     |